# Хаджидимово
Хаджидимово (болг. Хаджидимово) — город в Благоевградской области Болгарии, в историко-географическом регионе Чеч. Административный центр общины Хаджидимово. Находится примерно в 85 км к юго-востоку от центра города Благоевград. По данным переписи населения 2011 года, в городе  проживало 2730 человек.

## Население
| Год     | 1934 | 1946 | 1956 | 1965 | 1975 | 1985 | 1992 | 2001 | 2011 |
| ------- | ---- | ---- | ---- | ---- | ---- | ---- | ---- | ---- | ---- |
| Жителей | 2416 | 2964 | 2936 | 2878 | 2820 | 3036 | 3162 | 2925 | 2730 |

| Национальность  | Человек | Процент |
| --------------- | ------- | ------- |
| болгары         | 2336    | 89,23%  |
| цыгане          | 263     | 10,05%  |
| не определились | 15      | 0,57%   |
| Всего ответов   | 2618    |         |

|  |